# Kazimír Suchanek
Kazimír Suchanek též Kazimierz Suchanek (11. května 1928, Šumbark – 18. května 2019, Komorní Lhotka) byl evangelický duchovní, umělecký fotograf a publicista.

## Životopis
Vystudoval teologii na evangelické teologické fakultě v Bratislavě (1953). V padesátých letech mu bylo zakázáno pracovat v duchovenské službě, proto nastoupil do projekční kanceláře v Bratislavě. V roce 1959 se vrátil do rodného Slezska. V letech 1965–1977 vykonával pastorační službu v Gutech, odkud pochází většina jeho fotografií. Byl také pastorem v Těrlicku, pak sloužil v Bludovicích a Stonavě. Zastával rovněž funkci konseniora Horního seniorátu SCEAV a seniora Dolního seniorátu SCEAV.
Před rokem 1989 byl jedním z předních fotografů, působících v Literární a umělecké sekci Hlavního výboru Polského kulturně-osvětového svazu v tehdejším Československu.
V roce 1993 získal za svou práci v oblasti umělecké fotografie cenu Svatého Bratra Alberta, udělovanou za mimořádné úspěchy v kultuře, sakrálním umění a za společenské a ekumenické aktivity. Byl čestným členem Zaolziańskiego Towarzystwa Fotograficznego. V roce 2005 byla jeho tvorba publikována v albu Bliscy memu sercu. V roce 2009 byly jeho černobílé fotografie vystaveny na zámku v polském Těšíně, a v roce 2018 při příležitosti jeho 90. narozenin se uskutečnila výstava jeho děl v čítárně Avion v Českém Těšíně.
Byl ženat s Danicou, roz. Balažovičovou (1929–2017).